# Rhinophis blythii
Rhinophis blythii là một loài rắn trong họ Uropeltidae. Loài này được Kelaart mô tả khoa học đầu tiên năm 1853.